# Forged from the Love of Liberty
Forged from the Love of Liberty là quốc ca của Trinidad và Tobago. Bản nhạc này vốn được sáng tác để làm quốc ca cho Liên bang Tây Ấn (1958–1962) trong thời gian ngắn tồn tại, sau đó được chỉnh sửa và chính thức trở thành quốc ca của Trinidad và Tobago khi quốc gia này giành độc lập năm 1962. Tác giả sáng tác và viết lời là Patrick Castagne.

## Lời bài hát
| Forged from the love of liberty In the fires of hope and prayer With boundless faith in our destiny We solemnly declare: Side by side we stand Islands of the blue Caribbean sea, This our native land We pledge our lives to thee. 𝄆 Here every creed and race find an equal place, And may God bless our nation. 𝄇 |